# Guy Pallavicini
Guy, Guido, lub Galdo Pallavicini (spotyka się również formę Pallavicino), zwany przez Greków Marchesopoulo był pierwszym margrabią Bodonitzy, od 1204 aż do swojej śmierci w 1237 roku. 

## Życiorys
Był drugim synem markiza Guglielmo Pallavicino, wywodzącego się z rodu Obertenghi z Ligurii, którego posiadłości obejmowały część terenów między Parmą a Piacenzą. O jego życiu przed wzięciem udziału w IV krucjacie niewiele wiadomo, poza tym iż było bardzo awanturnicze. Był jednym z towarzyszy Bonifacego z Montferratu w jego wyprawie do Grecji, której efektem było utworzenie Królestwa Tessaloniki z Bonifacym jako władcą. Energiczny i zdecydowany Guy szybko zwrócił na siebie uwagę Bonifacego, który nadał mu lenno w pobliżu Termopil z zadaniem pilnowania przełęczy. Po śmierci Bonifacego w 1207 roku Guy został głównym doradcą i bajlifem na dworze królowej Marii, sprawującej regencję w imieniu nieletniego Demetriusza. 
Mimo to wraz z Rubino, swoim bratem, poparł spiskujących Lombardczyków z Umbertem II z Biandrate na czele, którzy chcieli obalić Demetriusza i osadzić na tronie Tessaloniki starszego syna Bonifacego, Williama VI z Montferratu. Spisek zakończył się jednak niepowodzeniem wobec interwencji cesarza Henryka z Flandrii w 1209 roku. Mimo porażki Guy nie stawił się na obrady odbywające się tego samego roku w Rawennice. 
W swoich greckich włościach Guy zbudował potężny zamek nazywany Vriokastro, który w 1224 roku skutecznie bronił przełęczy Termopile przed atakami Teodora I, despoty Epiru. Zamek bronił się nawet po upadku stolicy królestwa, podobnie jak Ateny i Teby, które to zresztą Ateny zawdzięczały swoje bezpieczeństwo właśnie margrabiemu Bodonitzy. Ostatecznie ziemie te przetrwały upadek królestwa Tessaloniki.
2 maja 1237 roku Guy spisał swój testament i niedługo potem zmarł. Jego następcą został Ubertino, syn z małżeństwa z Sybillą Burgundzką.